# Escorihuela
Escorihuela (aragónul Escoriuela) település Spanyolországban, Teruel tartományban. Escorihuela Ababuj, Alfambra, Orrios, El Pobo és Peralejos községekkel határos. Lakosainak száma 141 fő (2024).

## Népesség
A település népessége az utóbbi években az alábbiak szerint változott:
| Lakosok száma | 227  | 200  | 198  | 199  | 177  | 160  | 147  | 136  | 138  | 141  |
|               | 2001 | 2004 | 2007 | 2009 | 2012 | 2014 | 2017 | 2019 | 2022 | 2024 |